# Giuseppina Cirulli
Giuseppina „Pina“ Cirulli (* 19. März 1959 in Rom) ist eine ehemalige italienische Leichtathletin, die im 400-Meter-Hürdenlauf startete. Bei Mittelmeerspielen gewann sie zweimal Gold und einmal Silber.

## Sportliche Karriere
Giuseppina Cirulli trat für das Centro Universitario Sportivo di Roma an. Von 1977 bis 1986 war sie zehnmal in Folge italienische Meisterin über 400 Meter Hürden. Ihre Bestleistung von 56,01 Sekunden lief sie am 30. Juli 1983 in Formia.
1982 bei den Europameisterschaften in Athen schied Cirulli im Vorlauf aus. Auch bei den Weltmeisterschaften 1983 verpasste sie das Halbfinale, ihr fehlten vier Hundertstelsekunden zum Weiterkommen. Einen Monat später bei den Mittelmeerspielen in Casablanca wurde Cirulli Zweite hinter der Marokkanerin Nawal El Moutawakel. Mit der 4-mal-400-Meter-Staffel gewann Cirulli in Casablanca. Auch 1984 bei den Olympischen Spielen in Los Angeles trat Cirulli zweimal an. Über 400 Meter Hürden wurde sie Sechste in ihrem Halbfinallauf. Die 4-mal-400-Meter-Staffel erreichte mit Cirulli das Finale und belegte ohne Cirulli dann den sechsten Platz. 1986 bei den Europameisterschaften in Stuttgart schied Cirulli im Vorlauf aus. Die italienische 4-mal-400-Meter-Staffel mit Marisa Masullo, Cosetta Campana, Giuseppina Cirulli und Erica Rossi belegte den fünften Platz. Im Jahr darauf bei den Mittelmeerspielen in Latakia siegte die Marokkkanerin Nawal El Moutawakel vor der Türkin Semra Aksu, dahinter wurden mit Irmgard Trojer und Giuseppina Cirulli zwei Italienerinnen Dritte und Vierte. Cirulli gewann aber mit der 4-mal-400-Meter-Staffel.